# Pravda (filme)
Pravda é um filme francês assinado pelo Grupo Dziga Vertov e dirigido por Jean-Luc Godard (em colaboração com Jean-Henri Roger e Paul Buron) na Tchecoslováquia em 1970.

## Sinopse
Pravda foi rodado clandestinamente na Tchecoslováquia entre março e abril de 1969, logo após as manifestações da Primavera de Praga e a invasão russa. Imagens do cotidiano tcheco descritas "pelas vozes" de Vladimir e Rosa, que analisam os paradoxos da situação política do país. O filme também faz uma crítica à prática documental e revisita os propósitos do cineasta russo Dziga Vertov.